# 人馬座矮不規則星系
人馬座矮不規則星系或SagDIG是一個位於人馬座的矮星系，距離大約340萬光年遠，重要的是不要和銀河系的衛星星系SagDEG (人馬座矮橢球星系)混淆了。這個星系是Cesarsky從歐洲南天天文台一米施密特攝星儀於1977年6月13日拍攝的ESO(B)攝影乾片內發現的。
SagDIG是距離本星系群質量中心最遙遠的星系，他是少數在0速度面之外的星系。
SagDIG比寶瓶座矮星系亮了許多的星系，並且長期以來都有恆星在形成  (Momany et al. 2005) ，這導致他富含有中等年齡的恆星。在SagDIG內有27顆碳星的候選者，分析顯示SagDIG是貧金屬的星族，([Fe/H] ≤ −1.3)。更進一步明說，恆星都是年輕的，恆星的年齡分布以4億至8億歲為主。